# Germani de pe Volga

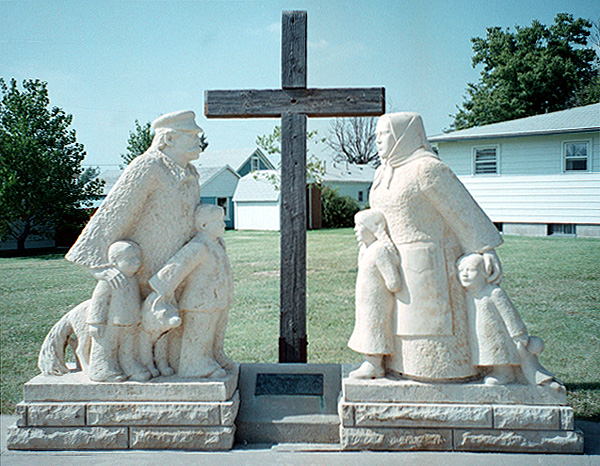
Statuie comemorativă a unei familii de pionieri germani originari de pe Volga, în Victoria, Kansas, SUA.

Germanii de pe Volga sunt etnici germani care au trăit în apropierea râului Volga și a Mării Negre, menținându-și cultura germană, limba germană, tradițiile germane și religia: evanghelică luterană sau romano-catolică. Mulți germani de pe Volga au emigrat în vestul Americii în secolul al XIX-lea.
După ce l-a îndepărtat pe Petru al III-lea de pe tronul Rusiei, prințesa germană Sophie Fredericke Auguste von Anhalt-Zerbst, născută în Stettin, a ocupat tronul imperial vacant sub numele de Ecaterina cea Mare. Ecaterina a publicat manifeste invitând germanii să emigreze și să lucreze pământul în Rusia, asigurându-i ca își pot menține limba și cultura. Colonizarea cu ruși a teritoriilor din Ucraina cucerite de la Imperiul Otoman mergea greu. Germanilor li s-a promis drepturi speciale ca grup, drepturi care au fost mai apoi revocate, atunci când nevoia de tineri încorporați în armata Rusiei a crescut în a doua jumătate a secolului al XIX-lea. Germanii, care nu simțeau că au o obligație față de Imperiul Rus, au emigrat pentru a evita recrutarea. 

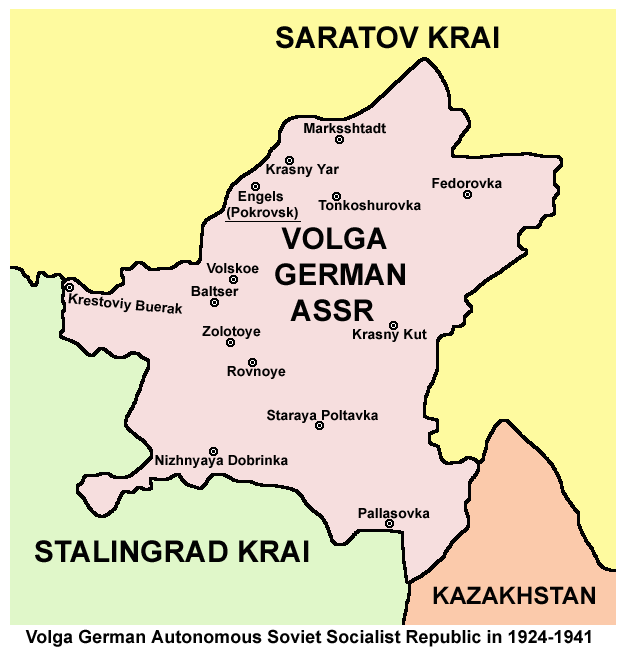

După victoria Revoluției ruse, a fost proclamată Republica Autonomă Sovietică Socialistă a Germanilor de pe Volga (Autonome Sozialistische Sowjet-Republik der Wolga-Deutschen; Автоно́мная Сове́тская Социалисти́ческая Респу́блика Не́мцев Пово́лжья). Această republică a existat între 1924–1942, având capitala la Engels (oraș cunoscut ca "Pokrovsk" înainte de 1931).
După data de 28 august 1941, cum naziștii înaintau prin URSS către Volga, Stalin a început să fie îngrijorat că germanii de pe Volga ar putea colabora cu ocupantul, așa că a ordonat o relocare către est în 24 de ore a cetățenilor de origine germană din regiune. Bărbații au petrecut războiul în lagărele de concentrare staliniste, având o rată de supraviețuire foarte scăzută. 
Deportări similare au avut loc și cu alte grupuri etnice: polonezii, cecenii, tătarii din Crimeea. 
Germanii deportați nu s-au mai întors niciodată în regiunea râului Volga. După război, mulți s-au așezat în regiunea Munților Ural, în Siberia, Kazahstan (2% din populația republicii este recunoscută ca fiind de origine germană, aproximativ 300.000 de oameni), Uzbekistan (aproximativ 0,064% din populație, adică 16.000 de oameni). După decenii de la terminarea războiului, unii dintre ei au încercat să se reașeze în regiunea în care a existat Regiunea Autonomă Germană, dar această mutare a întâlnit opoziția populației colonizate pe pământurile lor. 
De la sfârșitul anilor 90, mulți etnici germani au emigrat în patria strămoșilor lor, folosindu-se de avantajul legii germane care garanta dreptul la reîntoarcere, o politică prin care se asigura cetățenia celor care puteau dovedi că au strămoși germani. Acest exod a apărut în ciuda faptului că mulți germani de pe Volga vorbeau puțin sau deloc limba germană. Până la urmă, după un deceniu, Germania a făcut mai dificilă emigrarea cetățenilor ruși de origine germană, în mod special pentru cei care nu vorbeau unul dintre dialectele germane din zona râului Volga. 

## Germanii de pe Volga în America de Nord
Germanii de pe Volga au emigrat în Statele Unite și în Canada și s-au așezat în principal în Marile Câmpii: Alberta, estul Colorado, Kansas, Manitoba, Minnesota, estul Montana, Nebraska, North Dakota, South Dakota, Saskatchewan, de cele mai multe ori având succes în cultivarea pământurilor neirigate, după cum învățaseră să facă în Rusia. Mulți dintre cei care au sosit între 1870 și 1912 au petrecut o perioadă muncind la fermele de sfeclă de zahăr din zona de nord-est a statului Colorado.
Urmașii acestor emigranți, referindu-se la originea, își spun germani din Rusia.

## Articole înrudite
- Volinia
- Georg Leibbrandt